# Merle Antony Tuve
Merle Antony Tuve (* 27. Juni 1901 in Canton, USA; † 20. Mai 1982 in Bethesda, USA) war ein US-amerikanischer Physiker und Geophysiker.

## Leben

### Familie und Kindheit
Seine Großeltern stammten aus Norwegen und emigrierten in die USA. Sein Vater, Anthony G. Tuve, war Präsident des Augustana College und seine Mutter, Ida Marie Larsen Tuve, unterrichtete dort Musik. Sein Nachbar und Jugendfreund war der spätere Physiker Ernest Orlando Lawrence, mit dem er im Alter von 13 begann, Radio-Zubehör zu bauen.
Tuve hatte zwei Brüder: George Lewis Tuve, der Professor für Maschinenbau wurde und Richard Larsen Tuve, der als Erfinder und Chemiker arbeitete. Seine Schwester Rosemond Tuve wurde Autorin und Professorin für Renaissance Literatur am Connecticut College.

Tuves Vater starb 1918 während einer Grippe-Epidemie, worauf die Familie nach Minneapolis zog.

### Ausbildung und Karriere
Tuve begann dort an der University of Minnesota zu studieren (Bachelor 1922, Master 1923) und promovierte 1926 in Physik an der Johns Hopkins University. 1923/24 war er an der Princeton University als Instructor und ab 1926 an der Carnegie Institution in Washington, D.C., wo er bis zu seinem Tod blieb und 1946 bis 1966 als Nachfolger von John Adam Fleming Direktor des Departement of Terrestrial Magnetism (DTM) war.

### Forschung

#### Ionosphäre
Während seiner Zeit in Minnesota freundete er sich mit Gregory Breit an, einem theoretischen Physiker. Sie begannen gemeinsam mit Radiowellen an der Ionosphäre zu forschen.
Damals waren die elektrischen Instrumente primitiv und unempfindlich. Um die Existenz der Ionosphäre nachzuweisen, war es notwendig, Beweise dafür zu finden, dass Radiowellen mindestens auf zwei Wegen ihren Empfänger erreichen: als Bodenwelle und als Luftwelle. Je nachdem wie hoch die Ionenschicht der Atmosphäre ist, würde es eine messbare Zeitdifferenz beim Eintreffen der beiden Wellen geben.
Tuve entwickelte eine passende technische Ausrüstung und gemeinsam mit Breit experimentierten sie im Naval Research Laboratory. Der Nachweis der Ionosphäre eröffnete ein neues Forschungsgebiet und Tuves Experimente trugen dazu bei, die praktische Realisierbarkeit des Radars zu zeigen.
Breit überzeugte daraufhin die Johns Hopkins University, die Arbeit als Basis für Tuves Doktorarbeit anzunehmen, woraufhin er 1926 den Doktorgrad erhielt.

#### Forschung in der Kernphysik
1926 erkannte er die Bedeutung der Erforschung der Atomkerne und beschloss zunächst ans Cavendish Laboratory von Ernest Rutherford zu gehen. Breit und John Fleming (1877–1956) überzeugten ihn jedoch, ans Department of Terrestrial Magnetism in Washington, D.C. zu kommen, das von Fleming geleitet wurde und wo er Geräte zur Erzeugung hochenergetischer Teilchen entwickeln sollte. Es folgten einige Jahre schwieriger und frustrierender Arbeit. Als Robert Jemison Van de Graaff seinen Hochspannungsgenerator erfand, war Tuve in der Lage ihn für seine Experimente in Kernphysik abzuwandeln. Im Februar 1933 beobachteten Tuve, Lawrence Hafstad und Odd Dahl Kernreaktionen mithilfe eines 600-keV-Strahls, dessen Energie sie gut kontrollieren konnten. Es gelang ihnen damit eine Resonanz bei der Streuung von Protonen an Lithium zu beobachten. Die theoretische Analyse durch Breit und Eugene Wigner führte zur Breit-Wigner-Formel. Der Theoretiker Breit blieb auch in engem Kontakt zu Tuve, als er die Carnegie Institution verließ und nach New York und danach nach Wisconsin ging.
1934 erhöhten sie die Ausrüstung auf 1,2 MeV und untersuchten zahlreiche Kernreaktionen.
1935 gelang es Tuve, Hafstad und Norman P. Heydenburg (1908–1998) bahnbrechende Experimente mit Proton-Proton Streuung durchzuführen. Die theoretische Analyse durch Edward Condon, Breit und Richard Present zeigte die anziehende Wirkung der Kernkraft bei Proton-Proton Stössen auf kurze Abstände, die sich als identisch zu der zwischen Protonen und Neutronen erwies (Isospin-Invarianz).
Bis 1940 konzentrierte Tuve seine Arbeit auf Kernphysik. Er leitete die Entwicklung eines fortgeschrittenen Van-de-Graaff-Generators, der eine Energie von über 4 MeV erreichte. Er begann auch die Konstruktion eines 60-Zoll-Zyklotrons, der große Mengen radioaktiver Isotope produzieren sollte.

### Waffenentwicklung
Der Zweite Weltkrieg – insbesondere die Angriffe der Luftwaffe auf England – beeinflussten Tuve in seiner Arbeit. Im August 1940 hatte er die Idee eines Näherungszünders, um die Effektivität der Flugabwehr zu stärken. Allerdings brauchte man dazu mechanisch stabile Vakuumröhren, die den Beschleunigungskräften beim Abfeuern standhielten. Es gelang ihm mit seinem Team Röhren zu entwickeln, die 20.000 g widerstehen konnten; die Zünder folgten. Abschließend wurde seine Entwicklung von der United States Navy getestet und im August 1942 begann die Produktion. Um die Qualität zu gewährleisten, waren größere Räumlichkeiten notwendig, weshalb ein Ortswechsel vom Department of Terrestrial Magnetism zum neugegründeten Applied Physics Laboratory der Johns Hopkins University stattfand, dessen Direktor Tuve war. Tuve unterstand die gesamte Entwicklung und er hielt alle Fäden in der Hand, vom Personal, über die Produktion bis zu Kontakten in Industrie und Forschung.
Zum Ende des Krieges waren 112 Fabriken mit der Produktion betraut, 22 Millionen Stück Munition sind produziert worden, in verschiedenen Ausführungen. Tuves Erfindung, die er nicht als die Erfindung eines Einzelnen, sondern als Produkt einer Entwicklung im Team bezeichnete, wurde damit zu einer der kriegsentscheidenden Faktoren.
Nach dem Krieg erhielt Tuve die Medal of Merit von Präsident Harry S. Truman und erhielt den Titel Honorary Commander of the Order of the British Empire. Des Weiteren erhielt er den John Scott Award of the City of Philadelphia.

### Förderer der Forschung
Obwohl er in Kriegszeiten bewiesen hatte, dass er eine Begabung dafür hatte, große Unternehmen zu führen, entschied er sich, wieder zum Department of Terrestrial Magnetism zurückzukehren, als dessen Direktor er gerade einmal 15 Leute unter sich hatte und mit knappen Mitteln haushalten musste. Sein Ziel war es, mit kleinen Teams von Wissenschaftlern die Forschung voranzutreiben. Dafür änderte er als erstes die Ausrichtung der Institution, weg vom Thema Magnetismus hin zur allgemeinen Physik. Dadurch eröffnete er seinen Mitarbeitern größere Freiräume, wodurch innovative Ergebnisse erzielt werden konnten, so zum Beispiel: Datierungsmethoden von Gesteinen, Studien zur Elektrizität in Gewitterstürmen oder die Entdeckung der kosmischen Strahlung der Sonne.

#### Seismographen-Forschung
Obwohl Tuve 1946 bis 1966 viel mit administrativen Aufgaben beschäftigt war, galt sein hauptsächliches Anliegen nach wie vor der Forschung. So galt sein Interesse der Erforschung des Inneren der Erde, wofür er sensible Seismographen entwickelte, die er u. a. in den Anden testete. 1952 veränderte sich sein Interessengebiet in Richtung hochfrequenter Radiowellen, wodurch seine Einrichtung 1953 bis 1965 zu einem führenden Zentrum für Radioastronomie avancierte. Außerdem wurden unter Tuves Leitung Bildverstärker mit Photokathoden für optische Teleskope entwickelt, die eine höhere Empfindlichkeit haben als fotografische Platten.

### Staatliche Projekte und Positionen
Während seiner gesamten Karriere engagierte er sich wiederholt für staatliche Projekte, so zum Beispiel für die U.S. National Commission for UNESCO, für das National Research Council’s Committee on Growth und das U.S. Committee for the International Geophysical Year (US-Komitee für das Internationale Geophysikalische Jahr). Seit 1946 war er Mitglied der National Academy of Sciences und wurde erster Vorsitzender des Geophysical Research Board of the National Academy of Sciences und Home Secretary of the National Academy of Sciences.

## Auszeichnungen
- 1931: Fellow der American Physical Society
- 1943: Mitglied der American Philosophical Society[9]
- 1948: Comstock-Preis für Physik verliehen von der National Academy of Sciences
- 1948: John Scott Award verliehen von der Stadt Philadelphia
- 1950: Howard N. Potts Medal verliehen vom Franklin Institute von Philadelphia im US-Bundesstaat Pennsylvania
- 1950: Mitglied der American Academy of Arts and Sciences
- 1955: Barnard-Medaille verliehen von der Columbia University in the City of New York
- 1963: William Bowie Medal verliehen von der American Geophysical Union
- 1966: Cosmos Club Award verliehen vom Cosmos Club[10]
- Order of the Condor de los Andes  verliehen von der Nation Bolivien
- Darüber hinaus erhielt er sieben Ehrendoktortitel.
- Namensgeber für den Mount Tuve in der Antarktis